# Pontrieux Communauté
Die Pontrieux Communauté ist ein ehemaliger französischer Gemeindeverband mit der Rechtsform einer Communauté de communes im Département Côtes-d’Armor in der Region Bretagne. Der Gemeindeverband wurde am 24. Dezember 1992 gegründet und bestand aus sieben Gemeinden. Der Verwaltungssitz befand sich im Ort Pontrieux.

## Historische Entwicklung
Mit Wirkung vom 1. Januar 2017 fusionierte der Gemeindeverband mit
- Communauté de communes Callac Argoat,
- Communauté de communes Paimpol Goëlo,
- Communauté de communes du Pays de Bégard,
- Communauté de communes du Pays de Belle-Isle-en-Terre,
- Communauté de communes de Bourbriac sowie
- Guingamp Communauté

und bildete so die Nachfolgeorganisation Guingamp Paimpol Armor Argoat Agglomération.

## Ehemalige Mitgliedsgemeinden
1. Brélidy
2. Ploëzal
3. Plouëc-du-Trieux
4. Pontrieux
5. Quemper-Guézennec
6. Runan
7. Saint-Clet